# Ahmed Tajudinov
Ahmed Tajudinov (n. 25 ianuarie 2003, Gergebil⁠(d), Daghestan, Rusia) este un luptător ce a reprezentat Rusia, medaliat olimpic. A participat la o ediție a Jocurilor Olimpice (2024) în care a câștigat o medalie de aur.